# 拉卡瓦耶尔湖
拉卡瓦耶尔湖（Lac de la Cavayère）又名卡尔卡松沙滩（Carcassonne Plage），是一个人工湖，位于法国奥克西塔尼大区奥德省，中世纪城镇卡尔卡松东南7公里处。
1985年该地区曾发生严重的森林山火，1988年建造了一座23米高的水坝，而形成了拉卡瓦耶尔湖。湖面面积为18万平方米，体积为150万立方米。湖水由蒙蒂拉、巴扎拉克（Bazalac）和米奇（Mitgé）的小溪补给。
拉卡瓦耶尔湖距离卡尔卡松很近，已成为一个受欢迎的娱乐区。周围40万平方米的地区以栖息地、动植物多样性而著名，鸭子和野禽很常见。
沙滩坡度平缓，设有浴场、野餐区域和疯狂高尔夫球场。船可以出租，附近有城堡。
2005年，由于藻类泛滥，浴场关闭。